# Liste der Baudenkmale in Holtland
Die Liste der Baudenkmale in Holtland enthält die nach dem Niedersächsischen Denkmalschutzgesetz geschützten Baudenkmale in der ostfriesischen Gemeinde Holtland. Grundlage ist die veröffentlichte Denkmalliste des Landkreises (Stand: 25. Juli 2016).
Baudenkmale sind „im Sinne des Gesetzes Bodendenkmale, bewegliche Denkmale und Denkmale der Erdgeschichte.“

## Holtland
| Bild           | Bezeichnung         | Lage                                                           | Beschreibung | Bauzeit                   | Eingetragen seit | Denkmal- nummer  |
| -------------- | ------------------- | -------------------------------------------------------------- | --- | ------------------------- | ---------------- | ---------------- |
| weitere Bilder | Mühle (Windmühle)   | Holtland Mühlenstraße 17 Flurstück: 030831-015-00001/003 Karte | Mühle (Windmühle) Galerieholländer. Reetgedeckter Aufbau und dreigeschossiger, oktogonaler Rumpf in Ziegelbauweise. Korbbogige Durchfahrt. Erbaut Ende 19. Jahrhundert. Einzeldenkmal gemäß § 3.2 NDSchG | Ende 19. Jahrhundert      |                  | 45701100001      |
| BW             | Gulfhaus (Gulfhaus) | Holtland Schulstraße 8 Flurstück: 030831-015-00115/001 Karte   | Gulfhaus (Gulfhaus) eingeschossiger Wohnteil, stallseitig zweimal einspringend. Giebel mit Dreiecksmauerung. Tür mit Holzblockrahmen. Wohl 1. Hälfte 19. Jahrhundert. Stürze um 1900 erneuert. Bedeutung: historisch, wissenschaftlich; wesentliche Begründung: 1.06 geschichtliche Bedeutung aufgrund des Zeugnis- und Schauwertes durch beispielhafte Ausprägung eines Stils und / oder Gebäudetypus; Einzeldenkmal gemäß § 3.2 NDSchG; in Gruppe baulicher Anlagen: 457011Gr0002                                      | 1. Hälfte 19. Jahrhundert |                  | 45701100002      |
| weitere Bilder | Kirche, ev.         | Holtland Schulstraße 11 Flurstück: 030831-015-00061/001 Karte  | Kirche, ev. mit: Friedhof; einschiffiger spätromanischer Backsteinbau (Mitte 13. Jahrhundert) mit etwa gleichbreitem polygonalem, ehem. eingewölbtem, Chor (15. Jahrhundert); Fenstervergrößerungen und Teile der Traufen 1787. Bedeutung: historisch, wissenschaftlich; wesentliche Begründung: 1.04 geschichtliche Bedeutung aufgrund des Zeugnis- und Schauwertes für Kultur- und Geistesgeschichte; konstituierender Bestandteil einer Gruppe gemäß § 3.3 NDSchG; in Gruppe baulicher Anlagen: 457011Gr0001          | Mitte 13. Jahrhundert     |                  | 457011.00003M001 |
| Glockenturm    | Glockenturm         | Holtland Schulstraße 11 Flurstück: 030831-015-00061/001 Karte  | Glockenturm Ziegelbau des Parallelmauertypus aus der Mitte des 13. Jahrhunderts; Bedeutung: historisch, wissenschaftlich; wesentliche Begründung: 1.06 geschichtliche Bedeutung aufgrund des Zeugnis- und Schauwertes durch beispielhafte Ausprägung eines Stils und / oder Gebäudetypus; Gruppe gemäß § 3.3 NDSchG; in Gruppe baulicher Anlagen: 457011Gr0001 | Mitte 13. Jahrhundert     |                  | 45701100004      |
| Schule, ehem.  | Schule, ehem.       | Holtland Schulstraße 13 Flurstück: 030831-015-00061/001 Karte  | Schule, ehemalige Zweiflügeliger Ziegelbau in L-Form, im Schnittpunkt zweigeschossig turmartig erhöht. Gute handwerkliche Gestaltung (profilierte Gesimse, Dreiecksmauerung, Uhrzifferblatt) und originale Fenster. Um 1955 Einzeldenkmal gemäß § 3.2 NDSchG | um 1955                   |                  | 45701100006      |
| Kriegerdenkmal | Kriegerdenkmal      | Holtland Süderstraße Flurstück: 030831-015-00342/204           | Kriegerdenkmal Denkmal auf dreieckiger Grundfläche aus Feldsteinen obeliskenartig aufgemauert. Errichtet 1920 zum Gedenken der Gefallenen des Ersten Weltkrieges 1914/1918. Bedeutung: historisch, städtebaulich; wesentliche Begründung: 1.01 geschichtliche Bedeutung im Rahmen von Ortsgeschichte; Gruppe gemäß § 3.3 NDSchG; in Gruppe baulicher Anlagen: 457011Gr0002 | 1920                      |                  | 45701100013      |
| BW             | Gulfhaus (Gulfhaus) | Holtland Süderstraße 37 Flurstück: 030831-015-00108/001 Karte  | Gulfhaus (Gulfhaus) mit: Backhaus; eingeschossiger Ziegelbau mit Drempel unter Halbwalmdach. Fenster mit segmentbogigen Stürzen. An der Südwestecke Upkammer. Südlich kleines Backkhaus. Bedeutung: historisch, wissenschaftlich, städtebaulich; wesentliche Begründung: 1.06 geschichtliche Bedeutung aufgrund des Zeugnis- und Schauwertes durch beispielhafte Ausprägung eines Stils und / oder Gebäudetypus; konstituierender Bestandteil einer Gruppe gemäß § 3.3 NDSchG; in Gruppe baulicher Anlagen: 457011Gr0002 |                           |                  | 457011.00011M001 |
| BW             | Gulfhaus (Gulfhaus) | Holtland Süderstraße 45 Flurstück: 030831-015-00114/003 Karte  | Gulfhaus (Gulfhaus) 1 ⁄2-geschossiger Ziegelbau mit Steilgiebel und Giebelschornstein. Fenster mit segmentbogigen Stürzen wohl aus einer Umbauphase Ende des 19. Jahrhunderts. Erbaut 1817. Wirtschaftsteil außen erneuert. Bedeutung: historisch, wissenschaftlich, städtebaulich; wesentliche Begründung: 1.06 geschichtliche Bedeutung aufgrund des Zeugnis- und Schauwertes durch beispielhafte Ausprägung eines Stils und / oder Gebäudetypus; Gruppe gemäß § 3.3 NDSchG; in Gruppe baulicher Anlagen: 457011Gr0002 | 1817                      |                  | 45701100012      |
| BW             | Gulfhaus (Gulfhaus) | Holtland Süderstraße 46 Flurstück: 030831-015-00145/002 Karte  | Gulfhaus (Gulfhaus) eingeschossiger Wohnteil mit Drempel und Eck-Kellerstube. Zum Teil Blockrahmenfenster. Anfang 19. Jahrhundert; Wirtschaftsgiebel erneuert, 1. Hälfte 20. Jahrhundert; Bedeutung: historisch, wissenschaftlich, städtebaulich; wesentliche Begründung: 1.06 geschichtliche Bedeutung aufgrund des Zeugnis- und Schauwertes durch beispielhafte Ausprägung eines Stils und / oder Gebäudetypus; Einzeldenkmal gemäß § 3.2 NDSchG; in Gruppe baulicher Anlagen: 457011Gr0002                            | Anfang 19. Jahrhundert    |                  | 45701100005      |
| BW             | Gulfhaus (Gulfhaus) | Holtland Süderstraße 50 Flurstück: 030831-015-00145/007 Karte  | Gulfhaus (Gulfhaus) eingeschossiger Ziegelbau, Wohnteil unter Satteldach. Gebäude durch stuckierte Fensterumrahmungen betont. Erbaut ca. 1905. Bedeutung: historisch, wissenschaftlich, städtebaulich; wesentliche Begründung: 1.06 geschichtliche Bedeutung aufgrund des Zeugnis- und Schauwertes durch beispielhafte Ausprägung eines Stils und / oder Gebäudetypus; Gruppe gemäß § 3.3 NDSchG; in Gruppe baulicher Anlagen: 457011Gr0002                                                                              | ca. 1905                  |                  | 45701100014      |